# Dolichoris nervosae
Dolichoris nervosae är en stekelart som först beskrevs av Hill 1967.  Dolichoris nervosae ingår i släktet Dolichoris och familjen fikonsteklar. Inga underarter finns listade i Catalogue of Life.